# Livre X des Fables de La Fontaine
Le Livre X des Fables de La Fontaine, publié en 1678 contient 15 fables :
1. Les Deux Rats, le Renard et l'Œuf
2. L'Homme et la Couleuvre
3. La Tortue et les Deux Canards
4. Les Poissons et le Cormoran
5. L'Enfouisseur et son compère
6. Le Loup et les Bergers
7. L'Araignée et l'Hirondelle
8. La Perdrix et les Coqs
9. Le Chien à qui on a coupé les oreilles
10. Le Berger et le Roi
11. Les Poissons et le Berger qui joue de la flûte
12. Les Deux Perroquets, le Roi et son fils
13. La Lionne et l'Ourse
14. Les Deux Aventuriers et le Talisman
15. Discours à Monsieur le Duc de La Rochefoucauld
16. Le Marchand, le Gentilhomme, le Pâtre et le Fils de roi